# Juegos de los Pequeños Estados de Europa de Mónaco 1987
Los II Juegos de los Pequeños Estados de Europa, competición que se desarrolló al amparo del Comité Olímpico Internacional, para países europeos con menos de un millón de habitantes, tuvieron lugar en Mónaco. En estos juegos Chipre descendió hasta el tercer lugar del medallero.

## Medallero
| Núm. | País          | Oro | Plata | Bronce | Total |
| ---- | ------------- | --- | ----- | ------ | ----- |
| 1    | Islandia      | 27  | 14    | 7      | 48    |
| 2    | Luxemburgo    | 15  | 25    | 22     | 62    |
| 3    | Chipre        | 13  | 17    | 16     | 46    |
| 4    | Mónaco        | 6   | 3     | 11     | 20    |
| 5    | Liechtenstein | 3   | 1     | 6      | 10    |
| 6    | San Marino    | 1   | 5     | 5      | 11    |
| 7    | Malta         | 1   | 1     | 4      | 6     |
| 8    | Andorra       | 0   | 0     | 1      | 1     |